# Cervera del Llano
Pour les articles homonymes, voir Cervera.
Cervera del Llano est une commune d’Espagne, dans la province de Cuenca, communauté autonome de Castille-La Manche.